# Ширзад (султан Газні)
Ширзад (*д/н — 1116) — володар Газневідського султанату в 1115—1116 роках. Повне ім'я Камаль аль-Даула Ширзад ібн Масуд.

## Життєпис
Походив з династії Газневідів. Старший син султана Масуда III. Став брати участь у походах ще за правління свого діда Ібрагіма. Останній 1079 року призначив Ширзада намісником усіх індійських володінь. Його столицею стало місто Лахор. Своє становище він зберіг зі сходженням на трон батька Масуда III у 1099 році. Разом з ним протягом 15 років брав участь у походах проти раджпустів з кланів Чаухан, Томар і Калачура.
У 1115 році після смерті батька стає новим султаном Газні. Проте вже у 1116 році Ширзада було повалено братом Арслан-шахом, а потім страчено. Новим султаном став Арслан-шах.